# Nada me Pára

Nada Me Pára é o quinto álbum de estúdio a solo da cantora portuguesa Ana Malhoa. Foi lançado a 12 de março de 2007 pela editora Espacial. O álbum atingiu o 3º lugar do Top Oficial da AFP, a tabela semanal dos 30 álbuns mais vendidos em Portugal, tendo ficado nesta listagem um total de 20 semanas.
Do projecto, quatro singles foram lançados às rádios portuguesas, "Nada Me Pára", "Beija O Que Tu Gostas", "Louca Ansiedade/Loca Ansiedad" e "Desenho de Deus".
Este trabalho conta ainda com a presença do popular cantor e pai de Ana, José Malhoa, na última faixa do álbum "Se Estamos Juntos", para além de uma versão da canção Like A Prayer, celebrizada pela cantora Madonna, que foi lançada como single promocional e usada como intro na "Digressão Nada me Pára". "Louca Ansiedade/Loca Ansiedad" é uma regravação do cantor brasileiro Francis Lopes.

## Faixas
| N.º | Título                                       | Compositor(es)                                                      | Duração |  |
| 1.  | "Nada Me Pára"                               | Jorge do Carmo, Tó Andrade                                          | 3:10    |  |
| 2.  | "Perdeu o Trono"                             | Jorge do Carmo, Ana Malhoa, Jorge Moreira                           | 3:51    |  |
| 3.  | "Beija o Que Tu Gostas"                      | Jorge do Carmo, Ana Malhoa, Jorge Moreira                           | 3:43    |  |
| 4.  | "Uma História Antiga"                        | Jorge do Carmo, Ana Malhoa, Jorge Moreira                           | 3:23    |  |
| 5.  | "Já Não Quero Saber"                         | Jorge do Carmo, Ana Malhoa, Jorge Moreira                           | 4:10    |  |
| 6.  | "Eu Sei"                                     | Jorge do Carmo, Ana Malhoa, Jorge Moreira                           | 4:19    |  |
| 7.  | "Desenho de Deus"                            | Jorge do Carmo, Ana Malhoa, Jorge Moreira                           | 3:50    |  |
| 8.  | "A Vontade que eu Tenho"                     | Jorge do Carmo, Ana Malhoa, Jorge Moreira                           | 4:29    |  |
| 9.  | "Louca Ansiedade"                            | Francis Lopes                                                       | 4:51    |  |
| 10. | "Coração de Mulher"                          | Jorge do Carmo, Ana Malhoa, Jorge Moreira                           | 3:51    |  |
| 11. | "Contigo"                                    | Jorge do Carmo, Ana Malhoa, Jorge Moreira                           | 4:11    |  |
| 12. | "Louca Ansiedad (Versão espanhola - Balada)" | Francis Lopes Versão por: Jorge do Carmo, Ana Malhoa, Jorge Moreira | 4:51    |  |
| 13. | "Like a Prayer"                              | Madonna, Patrick Leonard                                            | 5:29    |  |
| 14. | "My Baby Rockton"                            | Jorge do Carmo, Ana Malhoa, Jorge Moreira                           | 3:06    |  |
| 15. | "Louca Ansiedade (Dance)"                    | Francis Lopes                                                       | 4:17    |  |
| 16. | "Louca Ansiedad (Versão espanhola - Dance)"  | Francis Lopes Versão por: Jorge do Carmo, Ana Malhoa, Jorge Moreira | 4:17    |  |
| 17. | "Se Estamos Juntos (com José Malhoa)"        | José Malhoa, Ana Malhoa, Jorge Moreira                              | 3:10    |  |

## Posições
| Paradas (2007) | Posições |
| -------------- | -------- |
| Portugal - AFP | 3        |

| País / Certificadora | Certificação | Vendas |
| -------------------- | ------------ | ------ |
| Portugal AFP         | Ouro         | 15.000 |

## Histórico de lançamento
| País           | Data                | Formato          | Gravadora                           |
| -------------- | ------------------- | ---------------- | ----------------------------------- |
| Portugal       | 12 de março de 2007 | CD               | Espacial                            |
| Espanha        | 1º de julho de 2007 | CD               | Universal Music España              |
| América Latina | 1º de julho de 2007 | CD               | Universal Music Latin Entertainment |
| Estados Unidos | 1º de julho de 2007 | CD               | Machete Music                       |
| Canadá         | 1º de julho de 2007 | CD               | Machete Music                       |
| União Europeia | 10 de julho de 2007 | CD               | Universal Music Group               |
| Mundo          | 25 de março de 2015 | Digital download | Espacial                            |

## Referência
1. ↑  «Ana Malhoa - Nada Me Pára». Consultado em 10 de julho de 2015. Arquivado do original em 4 de março de 2016
2. 1 2 3  Associação Fonográfica Portuguesa  Arquivado em 23 de dezembro de  2011, no Wayback Machine.
3. ↑  Ana Malhoa cantora portuguesa canta música de Francis Lopes
4. ↑  Ana Malhoa - Portuguese Charts